# Granger (Texas)
Granger è una città degli Stati Uniti d'America, situata nello Stato del Texas, nella Contea di Williamson.